# Spirantyzacja
Spirantyzacja – proces fonetyczny zmieniający spółgłoski zwarte w szczelinowe. 

## Przykłady
Przykładem spirantyzacji jest wymowa hiszpańskich spółgłosek /b d g/ jako /β ð ɣ/ w pozycji między samogłoskami oraz prawo Grimma w językach germańskich. 
Spirantyzacja zaszła też w języku nowogreckim, czego efektem jest wymowa liter β, δ, γ, φ, θ i χ jako [v ð ɣ f θ x] w miejsce klasycznej wymowy [b d g pʰ tʰ kʰ].